# Waltraud Langer
Waltraud Langer (* 1961 in Mittersill) ist ehemalige Chefredakteurin der Abteilung Magazine bei ORF. Seit 2022 ist sie Landesdirektorin des ORF Salzburg.

## Leben
Nach der Matura in Salzburg absolvierte sie ein Studium der Volkswirtschaft an der Universität Wien, das sie mit dem akademischen Grad Magister abschloss. Durch Auslandsaufenthalte verbesserte sie ihre Sprachkenntnisse in Englisch und Französisch und absolvierte in der Folge Volontariate bei den Salzburger Nachrichten und bei der Zeitschrift profil. Nach einem einjährigen Hochschulkurs für Wirtschaftsjournalistik arbeitete sie zunächst beim ORF-Radio in der Innenpolitik- und in der Wirtschaftsredaktion. Zwischen 1992 und 1994 war sie während der EU-Beitrittsverhandlungen ORF-Auslandskorrespondentin in Brüssel. Nach ihrer Rückkehr wurde Waltraud Langer Redakteurin der TV-Wirtschaftsredaktion, wobei sie Beiträge für die ZIB und das Wirtschaftsmagazin Euro Austria produzierte.
Langer war im Jahr 2000 Moderatorin und Gestalterin der Börse-Nachrichten in der „ZIB“ um 13.00 Uhr und stieg kurze Zeit später zur Ressortleiterin der Wirtschaftsredaktion der „ZIB 1“ auf. Ein Jahr später übernahm sie diese Position für alle Ausgaben der „ZIB“. Ab 2003 moderierte sie als eine von mehreren Moderatoren die Pressestunde, zudem von 2005 bis 2007 die Diskussionssendung Offen gesagt. Von 2007 bis 2010 war sie Infochefin von ORF1 und stellvertretende ZiB-Chefredakteurin. Seit 2010 ist sie Chefredakteurin der Hauptabteilung Magazine und Servicesendungen.
Neben ihrer Arbeit beim ORF veröffentlichte Langer mehrere Publikationen, wobei sie für das Sachbuch „Vom Schilling zum Euro“ 1998 mit dem René-Marcic-Preis ausgezeichnet wurde. Weiters wurde sie mit dem Horst-Knapp-Preis ausgezeichnet und war „Wirtschaftsjournalistin des Jahres 2006“.
Waltraud Langer führte mit Franz Hlavac im Jahr 2000 die Börsesendung in der ZiB 13.00 Uhr ein und war die erste Moderatorin der Sendung. Als ORF1-Infochefin startete sie 2007 die ZiB20 in ORF1. Ihr ORF1 Format, bei dem Erstwähler mit Spitzenpolitikern diskutierten, gab es vor der Nationalratswahl 2008 („Wahl´08 – ihre Frage“) und vor der Bundespräsidentenwahl 2010 („Wahl´10 – meine Frage“). Die erste Sendung, bei der das Publikum von zu Hause aus via einer facewall in einer Diskussionssendung dabei sein konnte, lief als „contra – der talk“ 2011 in ORF1 und wurde von Langer gemeinsam mit Angelika Simma entwickelt. Die Idee Langers, Jugendliche über einen längeren Zeitraum hinweg zu begleiten, wurde von Sabina Zwitter in „Heimat Fremde Heimat“ umgesetzt und von Christoph Feurstein in der Sendung „Thema“ unter dem Titel „Schule fürs Leben – das Experiment“ 2014. Die Reihe in „Thema“  wurde u. a. mit den Cannes Corporate Media and TV Awards ausgezeichnet, 2019 kam es zu einer Fortsetzung. 2019/20 gestaltet Langer den Podcast "ORF2 Redaktionsgespräche". 
Im Wiener Juridicum hielt Langer von 2009 bis 2012 die Lehrveranstaltung „Der Umgang mit Medien im Krisenfall“, im ORF hat sie mehrfach Interview Seminare im Rahmen der Human-Resources-Abteilung gegeben. Langer ist regelmäßig Assessorin bei ORF-Hearings und war mehrfach Mentorin im Rahmen des ORF-Mentorinnenprogramms. Von 1996 bis 1998 war sie Präsidentin der Europa Journalisten Österreichs.
Vom ORF-Stiftungsrat wurde sie im September 2021 auf Vorschlag von Roland Weißmann als Nachfolgerin von Christoph Takacs zur Landesdirektorin des ORF Salzburg ab Jänner 2022 gewählt.

## Auszeichnungen
- Horst-Knapp-Preis (1996)
- René-Marcic-Preis (1998)
- „Wirtschaftsjournalistin des Jahres“ (2006)
- Nominiert für die Romy 2010 als beliebteste Moderatorin